# جولی بل
جولی بل (انگلیسی: Julie Bell؛ زادهٔ ۷ اکتبر ۱۹۵۸) یک نقاش اهل ایالات متحده آمریکا است.